# Наталі Саррот

Обкладинка книги спогадів Наталі Саррот «Дитинство», 1983 рік

Наталі Саррот (фр. Nathalie Sarraute, * 18 липня 1900, Іваново-Вознесенськ, нині Іваново, Росія — † 19 жовтня 1999, Париж) — французька письменниця єврейського походження (при народженні — Наталія Іванівна Черняк).

## Біографія
Наталія Іванівна Черняк народилася 18 липня 1900 року в місті Іваново-Вознесенськ (від 1932 року — Іваново).
Після розлучення батьків Наталя по черзі жила то в матері, то в батька, доки у віці вісім років не перебралася в Париж до батька. Склавши іспити на ступінь бакалавра, вивчала англійську літературу в Сорбонні, історію — в Оксфордському університеті, соціологію — в Берлінському університеті.
1925 року Наталі вийшла заміж за свого товариша по навчанню Раймона Саррота. В них народилося три доньки: 1927 року — Клод, 1930 року — Анна, 1933 року — Домінік.
1925 року, після закінчення юридичного факультету Паризького університету, Наталі Саррот прийняли в колегію адвокатів. У суді вона пропрацювала до 1940 року.

## Творчість
На початку 1930-х років Наталі Саррот серйозно береться за літературну творчість. Перша книга «Тропізми» побачила світ 1939 року.
Після Другої світової війни письменниця плідно працює над новими творами. Широковідомими у Франції та поза її межами стали романи Наталі Саррот «Портрет невідомого», «Мартеро», «Планетарій», «Золоті плоди», «Між життям і смертю», «Ви чуєте їх?», «Дар слова», «Ти себе не любиш» та інші. Останню книгу «Тут» вона видала 1995 року. Творчість Наталі Саррот мала надзвичайно великий вплив на розвиток сучасної французької літератури.

### Книга мемуарів
1983 року Наталі Саррот опублікувала автобіографічну книгу «Дитинство». У ній письменниця згадує про своє перебування ще перед Першою світовою війною в Кам'янці-Подільському:
| «Я сиджу біля мами в закритому екіпажі, запряженому одним конем. Ми їдемо вибоїстою і курною дорогою. Я тримаю якнайближче до вікна книгу з пригодницької бібліотеки і намагаюсь читати, незважаючи на поштовхи та різні докори матері: „Зараз же припини, досить, ти зіпсуєш собі зір!“. Місто, куди ми їдемо, має назву Кам'янець-Подільський. Там ми проведемо літо у мого дядька Гриші Шатуновського, одного з братів моєї матері, який працює адвокатом. Те місце, куди ми їдемо, те, що чекає мене там, пов'язане з „прекрасними спогадами дитинства“, спогадами, про які розповідають, зазвичай, з певними нотками гордості». |
Далі письменниця на кількох сторінках описує дитячі враження від зустрічей і спілкування з кам'янецькими родичами та друзями, говорить про деякі архітектурні пам'ятки древнього Кам'янця («на іншому березі річки височить біла вежа, оточена біля вершини балконом, яку видно навіть здалеку»), з теплотою згадує про перебування в Кам'янці-Подільському.

## Твори
- Тропізми («Tropismes» , 1939)
- Портрет невідомого " («Portrait d'un inconnu» , 1948)
- Ера підозри («L'Ere du soupcon» , 1956) — збірка критичних есе
- Мартеро («Martereau» , 1959)
- Планетарій («Le Planetarium» , 1959)
- Золоті плоди («Les Fruits d'or» , 1964)
- Між життям і смертю («Entre la vie et la mort» , 1968)
- Кажуть дурні ("Disent les imbeciles " , 1976)
- Театр («Theatre» , 1978) — збірник сценаріїв
- Дитинство («Enfance» , 1983)

Повне зібрання творів Саррот вийшло друком у серії «Бібліотека Плеяди». Упорядкував і прокоментував це видання Жан-Ів Тадьє.
- Nathalie Sarraute, Œuvres complètes, Gallimard, Bibliothèque de la Pléiade, 1996.

## Переклади українською
- Наталі Саррот. Дитинство. Золоті плоди. Переклад з французької Ганни Малець. — Київ: Пульсари, 2001